# Gudiños
Gudiños är en ort i Mexiko.   Den ligger i kommunen Tolimán och delstaten Querétaro Arteaga, i den centrala delen av landet, 190 km nordväst om huvudstaden Mexico City. Gudiños ligger 1 705 meter över havet och antalet invånare är 514.
Terrängen runt Gudiños är huvudsakligen kuperad. Gudiños ligger nere i en dal. Runt Gudiños är det ganska glesbefolkat, med 28 invånare per kvadratkilometer. Närmaste större samhälle är Colón, 11,5 km söder om Gudiños. Trakten runt Gudiños består i huvudsak av gräsmarker.